# 자라산다
자라산다(산스크리트어: जरासन्ध)는 힌두교 문헌에 등장하는 마가다의 왕이다. 마하바라타에서 그는 마가다의 강력한 군주이자 크리슈나의 적대자로 묘사된다. 그는 마가다의 브리하드라타 왕조의 창시자인 브리하드라타 왕의 아들이다. 대중적인 전승에 따르면, 브리하드라타의 후손들이 프라디요타 왕조와 하리얀카 왕조 이전에 2600년 동안 마가다를 통치했다고 한다. 그는 마하바라타와 바유 푸라나에 언급되어 있다. 그는 또한 자이나교 경전 하리밤사 푸라나에서 아홉 번째 프라티나라야나로 언급되어 있다.

## 어원
자라산다라는 단어는 두 개의 산스크리트어 단어인 자라(जरा)와 산다(सन्ध, "결합")의 합성어로, "자라에 의해 결합된 사람"이라는 뜻이다.